# Grambker Feldmarksee
Der Grambker Feldmarksee ist ein Baggersee im zum Bremer Stadtteil Burglesum gehörenden Ortsteil Burg-Grambke. Der See, der direkt an die A 27 angrenzt, wurde in den Jahren 1971 bis 1973 im Zuge des Baus der Autobahn ausgehoben. Er steht seit dem 1. Juli 2009 unter Naturschutz. Davor stand der See unter Landschaftsschutz und war Vogelschutzgebiet.
In den Jahren 1988/1989 wurde am Nordufer des Sees auf einer Fläche von 2.500 m2 eine Flachwasserzone als Ausgleichsmaßnahme für den Bau der A 281 angelegt.
Der See wird aus Grundwasser gespeist, das durch den Einfluss des Salzstocks Lilienthal leicht salzig ist. Die Gewässergüte ist mesotroph. Er ist vollständig von Gehölzen umgeben, an die sich eine Röhrichtzone anschließt. Der See ist Lebensraum verschiedener Wasservögel, darunter Haubentaucher, Reiher- und Tafelente. Im See siedeln Laichkräuter und Armleuchteralgen.

## Naturschutzgebiet Grambker Feldmarksee
Das 22,6 Hektar große Naturschutzgebiet „Grambker Feldmarksee“ ist deckungsgleich mit dem gleichnamigen FFH-Gebiet und Bestandteil des EU-Vogelschutzgebietes „Blockland“. Es ist größtenteils vom Landschaftsschutzgebiet „Blockland – Burgdammer Wiesen“ umgeben. Das Naturschutzgebiet wird im Nordwesten vom Ruschweidengraben, im Osten vom Maschinenfleet und im Westen von der Bundesautobahn 27 begrenzt.